# Eleição municipal de São José de Ribamar em 2024
A eleição municipal de São José de Ribamar em 2024 ocorreu no dia 6 de outubro de 2024, com o objetivo de eleger prefeito, vice-prefeito e membros da Câmara de Vereadores. 
O prefeito titular era Júlio Matos (PODE), que se candidatou a reeleição. Quatro candidatos concorreram à Prefeitura de São José de Ribamar. Júlio Matos (PODE) foi reeleito prefeito com 54,27%.

## Resultado da eleição para prefeito

### Primeiro turno
| Candidatos a prefeito | Número | Votação | Percentual |
| --------------------- | ------ | ------- | ---------- |
| Júlio Matos PODE      | 20     | 51.719  | 54,27%     |
| Dudu Diniz PSB        | 40     | 35.544  | 37,30%     |
| Guilherme Mulato NOVO | 30     | 7.555   | 7,93%      |
| Magão PSOL            | 50     | 482     | 0,51%      |

## Vereadores eleitos
| Nome                    | Partido       | Número de Votos |
| ----------------------- | ------------- | --------------- |
| Fernando Castro         | PRD           | 1.883           |
| Alana Cardoso           | PSDB          | 1.810           |
| Mario Santos            | PC do B       | 1.761           |
| Laís Alencar            | PL            | 1.674           |
| Neguinho do Parque Jair | PL            | 1.637           |
| Rômulo Loirinho         | PODE          | 1.637           |
| Francimar Jacinto       | PL            | 1.606           |
| Nilton da Saúde         | PODE          | 1.380           |
| Irmã Nalva              | DC            | 1.379           |
| Ribamar Dourado         | PL            | 1.365           |
| Junior da Juventude     | UNIÃO         | 1.333           |
| Marcos Frazão           | PRD           | 1.306           |
| Beto das Vilas          | PSDB          | 1.267           |
| Juliano Soares          | PDT           | 1.213           |
| Bráulio                 | PDT           | 1.162           |
| Thays de Negão          | UNIÃO         | 1.154           |
| João Carlos             | PODE          | 1.117           |
| Andrey Villela          | PSB           | 1.113           |
| Cesar Vieira            | UNIÃO         | 1.033           |
| Fikfik                  | SOLIDARIEDADE | 921             |
| Ednilson do Kantão      | AGIR          | 539             |